# Ernest I de Hohenlohe-Langenburg
Ernest I de Hohenlohe-Langenburg va néixer el 7 de maig de 1794 i va morir el 12 d'abril de 1860. Era el fill gran del príncep Carles Lluís Hohenlohe-Langenburg (1762-1825) i de la comtessa Amàlia Enriqueta de Solms-Baruth (1768-1847).

## Biografia
Després de tres anys d'estudi a les universitats de Tübingen i de Heidelberg, va entrar al servei militar de la Casa de Württemberg. El 1819 es va convertir en membre del Consell d'Estat de Württemberg, fins a convertir-se en un home de gran influència en la família reial. Va aconseguir el títol de 4t Príncep de Hohenlohe-Langenburg el 4 d'abril de 1825, i el 1835 va ser nomenat president de la Cambra dels Comuns al parlament federal de l'Estat.
Els freqüents problemes de salut, van obligar l'Ernest a abandonar gradualment els seus càrrecs. Va morir el 12 d'abril de 1860 a Baden-Baden i va ser enterrat a Langenburg.

## Matrimoni i fills
El 18 de febrer de 1828 es va casar al palau de Kensington, a Londres, amb la princesa Feodora de Leiningen (1807-1873), l'única filla d'Emili Carles de Leiningen (1763-1814) i de la princesa Victòria de Saxònia-Coburg Saalfeld (1786-1861), germana de la reina Victòria del Regne Unit.
D'aquest matrimoni en nasqueren:
- Carles Lluís II de Hohenlohe (1829-1907), que el 1861 es va casar amb Maria Grathwohl (1837-1901)
- Elisa Adelaida Victòria (1830-1851)
- Hermann de Hohenlohe (1832-1913), que el 1862 es va casar amb la princesa Leopoldina de Baden (1837-1903)
- Víctor Francesc (1833-1891), que el 1861 es va casar amb Laura Guillermina Seymour
- Adelaida de Hohenlohe (1835-1900), que el 1856 es va casar amb el duc Frederic de Schleswig-Holstein-Sondenburg-Augustenburg
- Feodora Victòria Adelaida (1839-1872), que el 1858 es va casar amb el duc Jordi II de Saxònia-Meiningen (1826-1914)